# Gepulster Pirani-Transmitter
Ein gepulster Pirani-Transmitter ist ein Vakuummeter nach Rampen-Impuls-Messverfahren zur Druckmessung im Grob- und Feinvakuumbereich.

## Funktionsprinzip
Wärmeleitungs-Vakuummeter nach Marcello Pirani werden seit dem Jahre 1906 zur Absolutdruckmessung im Feinvakuumbereich eingesetzt, seit über 50 Jahren in nahezu unveränderter Form als stationär betriebene Vakuummeter mit konstanter Filamenttemperatur. Zur Regelung der Temperatur dient hierbei eine Wheatstone-Brückenschaltung.
Das Messprinzip nach Pirani beruht auf der Tatsache, dass die Wärmeleitfähigkeit eines Gases für niedrige Drücke selbst druckabhängig ist. Der Wärmeverlust eines elektrisch beheizten Filamentes bzw. die zur Aufrechterhaltung einer konstanten Filamenttemperatur benötigte Brückenspannung ist somit ein Maß für den Absolutdruck. Wird die mittlere freie Weglänge der Gasteilchen jedoch kleiner als der Filamentdurchmesser, was bei handelsüblichen Sensoren meist oberhalb von etwa 20 mbar der Fall ist, geht die Wärmeleitfähigkeit allmählich in Sättigung und wird druckunabhängig. Deshalb sind die Kennlinien klassischer Piranis zur Druckmessung im Grobvakuumbereich nicht oder nur sehr eingeschränkt geeignet.
Bei einem Pirani-Transmitter nach Rampen-Impuls-Prinzip wird das Filament nicht stationär betrieben, sondern zyklisch durch eine rampenförmig ansteigende Heizspannung bis zu einem gewissen Temperatur-Schwellwert aufgeheizt. Bei Erreichen des Temperatur-Schwellwertes schaltet die Heizspannung aus und das Filament kühlt wieder ab.
Bei hinreichend kleinen Drücken gilt für die dem Filament zugeführte elektrische Heizleistung und die Filamenttemperatur {\displaystyle T(t)} folgender Zusammenhang:
{\displaystyle P_{el}=C_{1}\lambda _{gaz}(T(t)-T_{a})+C_{2}\lambda _{fil}(T(t)-T_{a})+A_{fil}\epsilon \sigma (T(t)^{4}-T_{a}^{4})+c_{fil}m_{fil}{\frac {\mathrm {d} T}{\mathrm {d} t}},}
wobei {\displaystyle c_{fil}} die spezifische Wärmekapazität des Filaments, {\displaystyle m_{fil}} die Masse des Filaments und {\displaystyle C_{1}} und {\displaystyle C_{2}} Konstanten sind.
Die zugeführte elektrische Leistung entspricht somit der Summe aus der per Wärmeleitung vom Gas abgeführten Leistung (Term 1), den Wärmeverlusten an der Filamentaufhängung (Term 2), den Strahlungsverlusten (Term 3) und der zur Aufheizung des Filaments benötigten Leistung (Term 4).
Unter Vernachlässigung der Wärmeverluste an den Filament-Enden und der Strahlungsleistung resultiert eine konstante Heizleistung näherungsweise in einer exponentiellen Aufheizung des Filaments gegenüber der Anfangstemperatur Ta gemäß
{\displaystyle T(t)=T_{a}+{\frac {P_{el}}{C_{1}\lambda _{gaz}}}\left(1-e^{-{\frac {t}{\tau }}}\right)}
mit {\displaystyle \tau ={\tfrac {C_{fil}m_{fil}}{C_{1}\lambda _{gaz}}}}. Die Verwendung einer rampenförmigen Heizspannung erlaubt bei entsprechender Einstellung von Rampensteilheit und Temperatur-Schwellwert eine hohe Auflösung. Dies gilt sowohl für hohe Drücke, bei denen die steigende Heizspannung die Pulszeiten auf ein verträgliches Maß begrenzt, als auch bei kleinen Drücken, wo die rampenförmige Heizung die Leistungszufuhr dosiert und für ausreichend Zeitauflösung sorgt.

## Gasartabhängigkeit
Messungen mit unterschiedlichen Testgasen zeigen, dass sich das Puls-Messverfahren in seiner Gasart-Abhängigkeit nicht wesentlich vom klassisch betriebenen Pirani unterscheidet.

## Kombinationssensoren
Wie auch bei herkömmlichen Pirani-Vakuummetern, kann durch Kombination mit anderen Sensoren wie Heiß- oder Kaltkathoden Ionisations-Vakuummetern ein sehr hoher Messbereich abgedeckt werden. Durch den weiten Messbereich des Pulspiranis ist es dabei möglich, die Ionisationssensoren erst bei sehr niedrigem Druck einzuschalten, so dass sich deren Lebensdauer erhöht. Dabei können Messbereiche von zum Beispiel 1000 mbar (Atmosphärendruck) bis {\displaystyle 10^{-9}} mbar realisiert werden.

## Vor- und Nachteile
Vorteile gegenüber klassischen Pirani-Transmittern
- Höhere Auflösung
- Großer Messbereich
- Reduzierter Bedarf an Betriebsleistung
- Thermischer Einfluss auf Gasdruck im Messobjekt ist reduziert

Nachteile gegenüber klassischen Pirani-Transmittern
- Höherer Kalibrieraufwand
- Längere Aufwärmzeiten